# Коньово (Абатський район)
Коньо́во (рос. Конёво) — село у складі Абатського району Тюменської області, Росія.
Населення — 672 особи (2010, 776 у 2002).
Національний склад станом на 2002 рік:
- росіяни — 98 %